# King Midas (canción de Army of Lovers)
«King Midas» —en español: «Rey Midas»— es una canción de 1996 grabada por la banda sueca Army of Lovers.

## Publicación
El sencillo fue incluido en uno de los álbumes de grandes éxitos del grupo, Les Greatest Hits. Fue escrito por Jonas Berggren de Ace of Base, y producido por Amadin. «King Midas» permaneció en las listas de Suecia durante seis semanas, y alcanzó la trigésimo primera posición. El sencillo también fue un éxito top-20 de ventas en Hungría, alcanzando la decimonovena posición en junio de 1996.

## Lista de canciones
12" Maxi (Suecia)
1. "King Midas" (Manhattan Massacre Mix) - 6:04
2. "King Midas" (Bass Nation's 4 Seasons Mix) - 6:10
3. "King Midas" (Radio Edit) - 3:57
4. "Sexual Revolution" (Latin Club Mix) - 6:26
5. "Sexual Revolution" (Latin Radio Edit) - 3:58

CD single (Europa)
1. "King Midas" (Radio Edit) - 3:57
2. "Sexual Revolution" (Latin Radio Edit) - 3:58

CD Maxi (Suecia)
1. "King Midas" (Radio Edit) - 3:57
2. "Sexual Revolution" (Latin Radio Edit) - 3:58
3. "King Midas" (Manhattan Massacre Mix) - 6:04
4. "King Midas" (Bass Nation's 4 Seasons Mix) - 6:10
5. "Sexual Revolution" (Latin Club Mix) - 6:26

## Rendimiento en las listas
| Lista (1996)               | Mejor posición |
| -------------------------- | -------------- |
| Suecia (Sverigetopplistan) | 31             |

- Datos: Q4042217